# Wolfgang Stürner
Wolfgang Stürner (* 25. Dezember 1940 in Stuttgart) ist ein deutscher Historiker.

Wolfgang Stürner studierte Geschichte, Deutsch, Latein und Philosophie in Tübingen und Freiburg i. Br. In Tübingen wurde er 1968 mit der von Horst Fuhrmann betreuten Arbeit Die Quellen der Fides Konstantins im Constitutum Constantini promoviert. 1973 erfolgte mit der Arbeit Natur und Gesellschaft im Denken des Hoch- und Spätmittelalters an der Universität Stuttgart die Habilitation. Anschließend war er seit 1974 bis zu seiner Emeritierung 2006 Professor für Mittlere und Neuere Geschichte am Historischen Institut der Universität Stuttgart und zudem seit 1988 Leiter der dortigen Abteilung für Historische Hilfswissenschaften. Stürner hielt im Februar 2006 seine Abschiedsvorlesung über Mythos und Persönlichkeit Friedrichs II. Von 2004 bis 2012 war Stürner Präsident der Gesellschaft für staufische Geschichte. Im November 2014 wurde ihm der Wissenschaftspreis der Stauferstiftung Göppingen für sein Lebenswerk verliehen.
Stürner gilt seit Jahren als führender Experte für die Geschichte des Stauferkaisers Friedrich II. Seit seinem 1983 veröffentlichten Aufsatz im Deutschen Archiv zum Prooemium der Konstitutionen von Melfi forscht Stürner zu Friedrich II. Es folgten in den kommenden Jahrzehnten eine Vielzahl an Aufsätzen und Vorträgen. Stürner gab 1996 die Konstitutionen Friedrichs II. für das Königreich Sizilien als Edition heraus und verfasste eine zweibändige Biographie (1992/2000) des Kaisers, die die 1927 veröffentlichte Darstellung von Ernst Kantorowicz als Standardwerk ablöste. Im Gegensatz zu Kantorowicz ist Stürners umfassende Darstellung unpathetisch nüchtern. Die Biographie wird höchsten wissenschaftlichen Anforderungen gerecht und erreicht gleichzeitig ein breites Publikum. Stürner würdigte Friedrich in seinem Epilog als hochbegabten und vielseitig interessierten Herrscher. Im März 2007 erschien der von Stürner verfasste sechste Band über das 13. Jahrhundert im Neuen Gebhardt. 2013 wurden seine wichtigsten Aufsätze über Friedrich II. in einem Sammelband von Folker Reichert herausgegeben.

## Publikationen (Auswahl)
Monographien
- Natur und Gesellschaft im Denken des Hoch- und Spätmittelalters. Naturwissenschaftliche Kraftvorstellungen und die Motivierung politischen Handelns in Texten des 12. bis 14. Jahrhunderts (= Stuttgarter Beiträge zur Geschichte und Politik. Band 7, Textband). Klett, Stuttgart 1975, ISBN 3-12-907440-6 (Teildruck von: Habilitationsschrift, Universität Stuttgart, 1972/1973).
- Peccatum und potestas. Der Sündenfall und die Entstehung der herrscherlichen Gewalt im mittelalterlichen Staatsdenken (= Beiträge zur Geschichte und Quellenkunde des Mittelalters. Band 11). Thorbecke, Sigmaringen 1987, ISBN 3-7995-5711-3.
- Friedrich II. (= Gestalten des Mittelalters und der Renaissance.). 2 Bände. Wissenschaftliche Buchgesellschaft, Darmstadt 1992–2000;
  - Band 1: Die Königsherrschaft in Sizilien und Deutschland 1194–1220. 1992, ISBN 3-534-04136-4, Besprechung;
  - Band 2: Der Kaiser 1220–1250. 2000, ISBN 3-534-12229-1, Besprechung.
- Spätantike bis zum Ende des Mittelalters. Dreizehntes Jahrhundert. 1198–1273 (= Gebhardt. Handbuch der deutschen Geschichte. Band 6. 10., völlig neu bearbeitete Auflage). Klett-Cotta, Stuttgart 2007, ISBN 978-3-608-60006-3.
- Die Staufer. Eine mittelalterliche Herrscherdynastie. Band 1: Aufstieg und Machtentfaltung (975–1190). Kohlhammer, Stuttgart 2020, ISBN 978-3-17-022590-9.

Editionen
- Die Konstitutionen Friedrichs II. für das Königreich Sizilien (= Monumenta Germaniae Historica. (Leges). Band 5: Constitutiones et acta publica imperatorum et regum. Band 2, Suppl.). Hahn, Hannover 1996, ISBN 3-7752-5470-6, Digitalisat. Besprechung.
- Urso von Salerno: De commixtionibus elementorum libellus (= Stuttgarter Beiträge zur Geschichte und Politik. Band 7). Klett, Stuttgart 1976, ISBN 3-12-907480-5.